# Charlotta Jonsson
Jenny Charlotta Jonsson Munshi, född 11 maj 1973, är en svensk skådespelare.
Jonsson studerade vid Teaterhögskolan i Göteborg 2000–2004. Mest känd är hon för rollen som Charlotte Ekebladh i TV-serien Sjätte dagen (1999–2001) och Linda Wallander i filmerna om Kurt Wallander (2013).
Jonsson är dessutom inläsare av ljudböcker. 

## Filmografi
- 1999–2001 – Sjätte dagen (TV-serie)
- 1999 – Skilda världar (TV-serie)
- 2001 – En ängels tålamod (TV-serie)
- 2003 – Utan dig
- 2007 – Saltön (TV-serie)
- 2008 – Höök (TV-serie)
- 2008 – Ponyo på klippan vid havet (röst)
- 2009 – Oskuld
- 2010 – Den fördömde (TV-serie)
- 2010 – Solsidan (TV-serie)
- 2011 – Bibliotekstjuven (TV-serie)
- 2011 – Juni
- 2011 – The Sexual Monologues
- 2012 – Arne Dahl (TV-serie)
- 2013 – Wallander – Den orolige mannen
- 2013 – Wallander – Försvunnen
- 2013 – Wallander – Saknaden
- 2013 – Wallander – Sveket
- 2013 – Wallander – Mordbrännaren
- 2013 – Wallander – Sorgfågeln
- 2015 – 100 Code (TV-serie)
- 2016 – Beck - Gunvald
- 2018 – Beck - Ditt eget blod

## Teater

### Roller (ej komplett)
| År   | Roll                                                 | Produktion                         | Regi           | Teater               |
| ---- | ---------------------------------------------------- | ---------------------------------- | -------------- | -------------------- |
| 2006 |                                                      | Den girige Molière                 | Erik Ståhlberg | Gunnebo slottsteater |
| 2008 | Anders Persson Agda                                  | Tre kronor August Strindberg       | Åsa Kalmér     | Dramaten             |
| 2016 | Alma Ekdahl                                          | Fanny och Alexander Ingmar Bergman | Stefan Larsson | Dramaten             |
| 2017 | Björnen Grissle Väninnan Första fången Jägare Soldat | Det blåser på månen Eric Linklater | Ellen Lamm     | Dramaten             |